# Angraecopsis
Angraecopsis is een geslacht uit de orchideeënfamilie (Orchidaceae). De soorten uit het geslacht komen voor in tropisch Afrika en op de eilanden in de westelijke Indische Oceaan.

## Soorten
- Angraecopsis cryptantha P.J.Cribb
- Angraecopsis dolabriformis (Rolfe) Schltr.
- Angraecopsis elliptica Summerh.
- Angraecopsis gassneri G.Will.
- Angraecopsis gracillima (Rolfe) Summerh.
- Angraecopsis hallei Szlach. & Olszewski
- Angraecopsis holochila Summerh.
- Angraecopsis ischnopus (Schltr.) Schltr.
- Angraecopsis lemurelloides P.J.Cribb & Hermans
- Angraecopsis lisowskii Szlach. & Olszewski
- Angraecopsis lovettii P.J.Cribb
- Angraecopsis macrophylla Summerh.
- Angraecopsis malawiensis P.J.Cribb
- Angraecopsis parva (P.J.Cribb) P.J.Cribb
- Angraecopsis parviflora (Thouars) Schltr.
- Angraecopsis pobeguinii (Finet) H.Perrier
- Angraecopsis tenerrima Kraenzl.
- Angraecopsis thomensis Stévart & P.J.Cribb
- Angraecopsis tridens (Lindl.) Schltr.
- Angraecopsis trifurca (Rchb.f.) Schltr.